# 佐藤朱 (声優)
佐藤 朱（さとう あけみ、1980年5月16日 - ）は、日本の女性声優。青二プロダクション所属。秋田県出身。

## 来歴
アニメと洋画と演技が好きだったことから声優を目指した
雑誌『声優グランプリ』が主催したオーディションに合格して青二プロダクションの付属養成所である青二塾（東京校）20期に入る。
同塾の卒業公演『魔性戦域・源平宇宙の陣XI』では天狗役を演じていた。

## 人物
音域は地声はＦ - D#（2点）、ファルセットはA(1点） - C＃（3点)。
アニメ、ドラマCD、ゲーム、テレビ、CMナレーション等幅広く活躍している。
趣味はヨガ、パワースポット巡り。
資格・免許はダイビングライセンス、ファイナンシャルプランナー3級、少林寺拳法初段。

## 出演
太字はメインキャラクター。

### テレビアニメ
時期不明
- ちびまる子ちゃん（時期不明 - 2011年、あっちゃん、ウェイトレス、えみちゃん）

2001年
- シャーマンキング（子供達）
- ONE PIECE（少女〈ユキ〉）

2002年
- アベノ橋魔法☆商店街（コンパニオンA）
- Kanon（2002年 - 2007年、美坂栞）- 2シリーズ
- キン肉マンII世（トポル）
- 釣りバカ日誌（2002年 - 2003年、浜崎鯉太郎）

2003年
- F-ZERO ファルコン伝説（女の子）
- セイント・ビースト〜聖獣降臨編〜（セイラ）

2004年
- DearS（微意子、女の子）
- 美鳥の日々（女子生徒A）

2006年
- 金色のコルダ（2006年 - 2009年、冬海笙子）- 2シリーズ
- それいけ!アンパンマン（2006年 - 、きりたんぽさん、劇場版テレビ放映時およびクリスマススペシャル時の副音声解説放送〈2代目〉）
- まじめにふまじめ かいけつゾロリ（エミ）

2007年
- ゲゲゲの鬼太郎（第5作）（2007年 - 2008年、子供、保育士）
- ムシウタ（モスキート、生徒達）

2008年
- かんなぎ（美術部員、女子生徒）
- 二十面相の娘（同級生A）
- ねぎぼうずのあさたろう（みかん）
- はたらキッズ マイハム組（シノブ）

2009年
- オリビア（オリビア）
- 黒神 The Animation（OL）
- こんにちは アン 〜Before Green Gables（エイミー、エレン）

2010年
- おおきく振りかぶって 〜夏の大会編〜（小川美亜）
- サイエンChu! 夕焼け家族（りさ）

2014年
- 金色のコルダ Blue♪Sky（支倉仁亜）
- ワールドトリガー（アナウンス）

2015年
- それが声優!（ゆりちん）

2017年
- キラキラ☆プリキュアアラモード（中村みどり）

2018年
- PERSONA5 the Animation（鈴井志帆）

2021年
- かぎなど（2021年 - 2022年、美坂栞） - 2シリーズ

2022年
- デジモンゴーストゲーム（七海の母）

2024年
- 百千さん家のあやかし王子（葵の母）

### OVA
2002年
- kanon（美坂栞）※DVD全巻購入特典
- 聖闘士星矢 冥王ハーデス十二宮編（幼年シャカ）
- みずいろ（幼い健二）

2006年
- Kanon PRELUDE（美坂栞）

2007年
- テイルズ オブ シンフォニア THE ANIMATION（2007年 - 2011年、アンナ・アーヴィング） - 2シリーズ
- やわらか三国志 突き刺せ!! 呂布子ちゃん（レナ）

2009年
- 電波的な彼女（藤嶋香奈子）

### Webアニメ
- 語りべ少女ほのか（2015年、南部優馬[15]）

### ゲーム
時期不明
- アラド戦記（セリア＝キルミン）
- とぅいんくる（フィ、ムゥ）
- Wonderland ONLINE（ロコ）

2001年
- AIR（少女）

2002年
- 学園都市 ヴァラノワール（ネージュ、フレデリカ、タルナーダ、リューンエルバ）
- Tomak〜Save the Earth〜Love Story（李春香）
- 虹色ドッジボール 〜乙女たちの青春〜（緒方真琴）
- 六三四の剣（轟嵐子）
- ルームメイト・麻美－おくさまは女子高生－（長門ゆかり）

2003年
- GUARDIAN ANGEL（ティファ・パージェット）
- 金色のコルダ（冬海笙子）
- 三国志戦記2（呂玲綺）
- 白詰草話（水滝）

2004年
- 決戦III（吉乃、竹千代）
- ふらせら（カツキ）

2005年
- 亡国のイージス2035 〜ウォーシップガンナー〜（謎の少女）

2006年
- ウォーシップガンナー2 鋼鉄の咆哮（ナギ）
- 乙女的恋革命★ラブレボ!!（村田唯）
- CLANNAD（エキストラ）
- ジョジョの奇妙な冒険 ファントムブラッド
- ルーンファクトリー -新牧場物語-（タバサ）

2007年
- Kanon（美坂栞） - PSP版
- 金色のコルダ2（冬海笙子）
- 金色のコルダ2 アンコール（冬海笙子）
- ドラゴンシャドウスペル（天音タツキ、セント・エルモ）
- BLADESTORM 百年戦争（ディアーヌ）

2008年
- ガンダム無双2（オペレーター）
- まもるクンは呪われてしまった!（深雪マユノ）
- ユグドラ・ユニオン（ロザリィ）
- ルーンファクトリー フロンティア（タバサ）

2009年
- 金色のコルダ2 f（冬海笙子）
- 金色のコルダ2 f アンコール（冬海笙子）
- 真・三國無双5 Empires（エディット武将〈可憐、古風〉）
- 誰にでも裏がある 〜True or Lie?〜（秋山由紀）

2010年
- 金色のコルダ3（支倉仁亜）
- 龍が如く4 伝説を継ぐもの（メイファ）

2012年
- 新・剣と魔法と学園モノ。刻の学園（ドルリィ）
- 真・北斗無双（ルイ、レイア、レイア、ヒョウ〈少年期〉）
- 龍が如く5 夢、叶えし者（桜咲ひなた）

2013年
- ゴッドイーター2（プレイヤーボイス）
- 討鬼伝（那木）

2014年
- DEAD OR ALIVE 5 ULTIMATE/DEAD OR ALIVE 5 ULTIMATE ARCADE（女天狗）
- 金色のコルダ3 AnotherSky feat.天音学園（ニア）
- 金色のコルダ3 AnotherSky feat.至誠館（ニア）
- 金色のコルダ3 AnotherSky feat.神南（ニア）
- 討鬼伝 極（那木）

2015年
- オトカ♥ドール（泉の精霊ナルル）
- DEAD OR ALIVE 5 LAST ROUND（女天狗）

2016年
- DEAD OR ALIVE Xtreme 3（女天狗）
- ペルソナ5（鈴井志帆）

2017年
- DEAD OR ALIVE Xtreme Venus Vacation（女天狗）

2018年
- ゴッドイーター3（プレイヤーボイス）

2019年
- DEAD OR ALIVE 6（女天狗）
- ペルソナ5 ザ・ロイヤル

2021年
- THE KING OF FIGHTERS ALLSTAR（女天狗）

2023年
- Kanon（美坂栞） - Switch版

### ドラマCD
- Kanonシリーズ（美坂栞）
- 金色のコルダシリーズ（冬海笙子）
  - 金色のコルダ3シリーズ（ニア）

2001年
- Wジュリエット（三浦梢）

2004年
- 灼眼のシャナ（吉田一美）
- テイルズ オブ シンフォニア -a long time ago- 第3巻（アンナ・アーヴィング）

2005年
- 紳士同盟†（理恵子）

2006年
- 銀朱の花 丘の上の城（クラウディア）
- バッカーノ! 1931 鈍行編・特急編（ニース・ホーリーストーン）

2008年
- ブレスレス・ハンター（ベネトナーシュ）

### 特撮
- 爆竜戦隊アバレンジャー（浜崎鯉太郎・アニメ釣りバカ日誌よりゲスト） ※第26話
- 牙狼<GARO>（三神官・ローズの声）

### 舞台
- 劇団大富豪第8回公演「wakasagi(ワカサギ)」(2012年3月1日 - 2012年3月4日、東京 笹塚ファクトリー)
- GKDNプロデュース「ナイト・オブ・ザ・リビングヒーロー」（2012年8月24日‐26日、新宿SPACE107）

### その他
- コリア・サラン（ナレーション）
- 長い長い殺人（財布：ナレーション）
- 100分de名著（声の出演）
- ジョブチューン アノ職業のヒミツぶっちゃけます!（キニシスギくん）
- SAKE NEW WORLD（ナレーション）
- 日本テレビ系列制作番組の解説放送ナレーション
  - それいけ!アンパンマン （不定期。通常は石丸博也が担当）
  - 遠くへ行きたい（ytv制作）
  - 金曜ロードSHOW!（スタジオジブリ作品等）
  - キユーピー3分クッキング

## ディスコグラフィ

### 歌手参加作品
| 発売日  | 商品名                | 歌               | 楽曲           | 備考   |
| 2008年  | 2008年                | 2008年           | 2008年         | 2008年 |
| ------- | --------------------- | ---------------- | -------------- | ------ |
| 9月24日 | さがしもの / 秘密の森 | ぱすてるどろっぷ | 「さがしもの」 |        |
| 9月24日 | さがしもの / 秘密の森 | ぱすてるどろっぷ | 「秘密の森」   |        |
| 2012年  |                       |                  |                |        |
| 4月30日 | エール                | 有島モユ&佐藤朱  | 「エール」     |        |

### キャラクターソング
| 発売日  | 商品名           | 歌                   | 楽曲                                        | 備考                                                   |
| 2013年  | 2013年           | 2013年               | 2013年                                      | 2013年                                                 |
| ------- | ---------------- | -------------------- | ------------------------------------------- | ------------------------------------------------------ |
| 5月22日 | うなりくん なう! | うなりくん（佐藤朱） | 「うなりくん なう！」                       | 千葉県成田市観光キャラクター「うなりくん」テーマソング |
| 5月22日 | うなりくん なう! | うなりくん（佐藤朱） | 「明日は願いが叶うなり♪〜うなりくん音頭〜」 | 千葉県成田市観光キャラクター「うなりくん」テーマソング |

### シリーズ一覧
1. ↑  第1作（2002年）、第2作（2006年 - 2007年）
2. ↑  テレビシリーズ『〜primo passo〜』（2006年 - 2007年）、スペシャル『〜secondo passo〜』（2009年3月26日・6月5日）
3. ↑  シーズン1（2021年）、シーズン2（2022年）
4. ↑  第1期『シルヴァラント編』（2007年）、第3期『世界統合編』（2011年）

### ユニットメンバー
1. ↑  有島モユ、佐藤朱、西川真美、池辺久美子、藤澤泰葉